# Olganówka
Olganówka (ukr. Ольганівка) – wieś na Ukrainie, w obwodzie wołyńskim, w rejonie rożyszczeńskim.